# Leuronotus spatulatus
Leuronotus spatulatus är en skalbaggsart som beskrevs av Charles Joseph Gahan 1888. Leuronotus spatulatus ingår i släktet Leuronotus och familjen långhorningar. Inga underarter finns listade i Catalogue of Life.